# Alberto di Cashel
Alberto (... – IX secolo) è stato un vescovo inglese, ritenuto uno dei santi vescovi di Cashel. Il suo culto fu confermato da papa Leone XIII nel 1902.

## Biografia
Secondo notizie tarde e leggendarie (una vita latina redatta nel XII secolo), era inglese e seguì sant'Erardo in Irlanda, dove venne eletto vescovo di Cashel. Dopo aver preso parte a un concilio a Lismore, rinunciò a cattedra vescovile e benefici e seguì Erardo nella sua peregrinatio in Europa. Visitò Roma, dove conobbe papa Formoso, e Gerusalemme; raggiunse poi Ratisbona, dove apprese della morte dell'amico Erardo ed espresse il desiderio, subito esaudito, di riunirsi a lui in Paradiso.

## Il culto
Il suo culto come santo fu confermato da papa Leone XIII con decreto del 19 giugno 1902.
Il suo elogio si legge nel martirologio romano all'8 gennaio.